# آرتاشات (شهر باستانی)

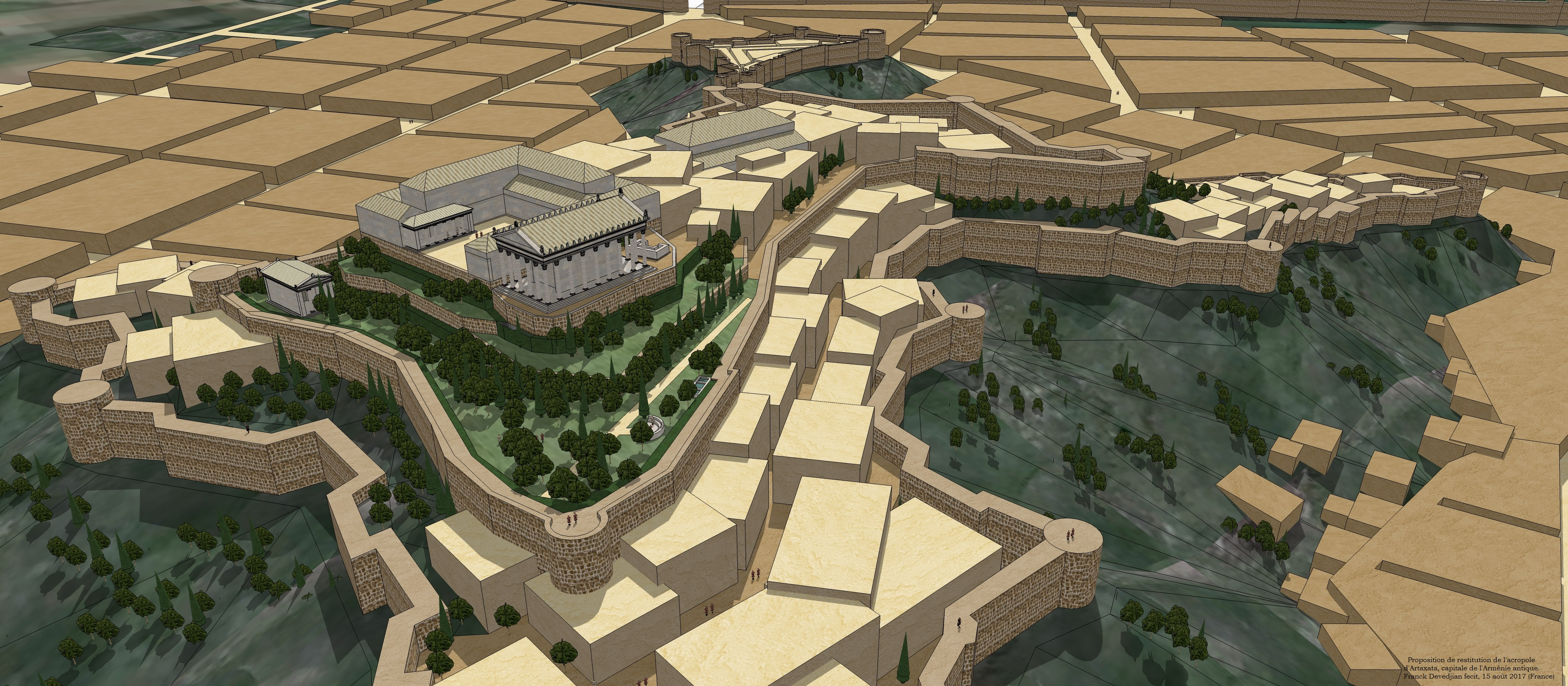
مدل آکرو پلیس آرتاشات

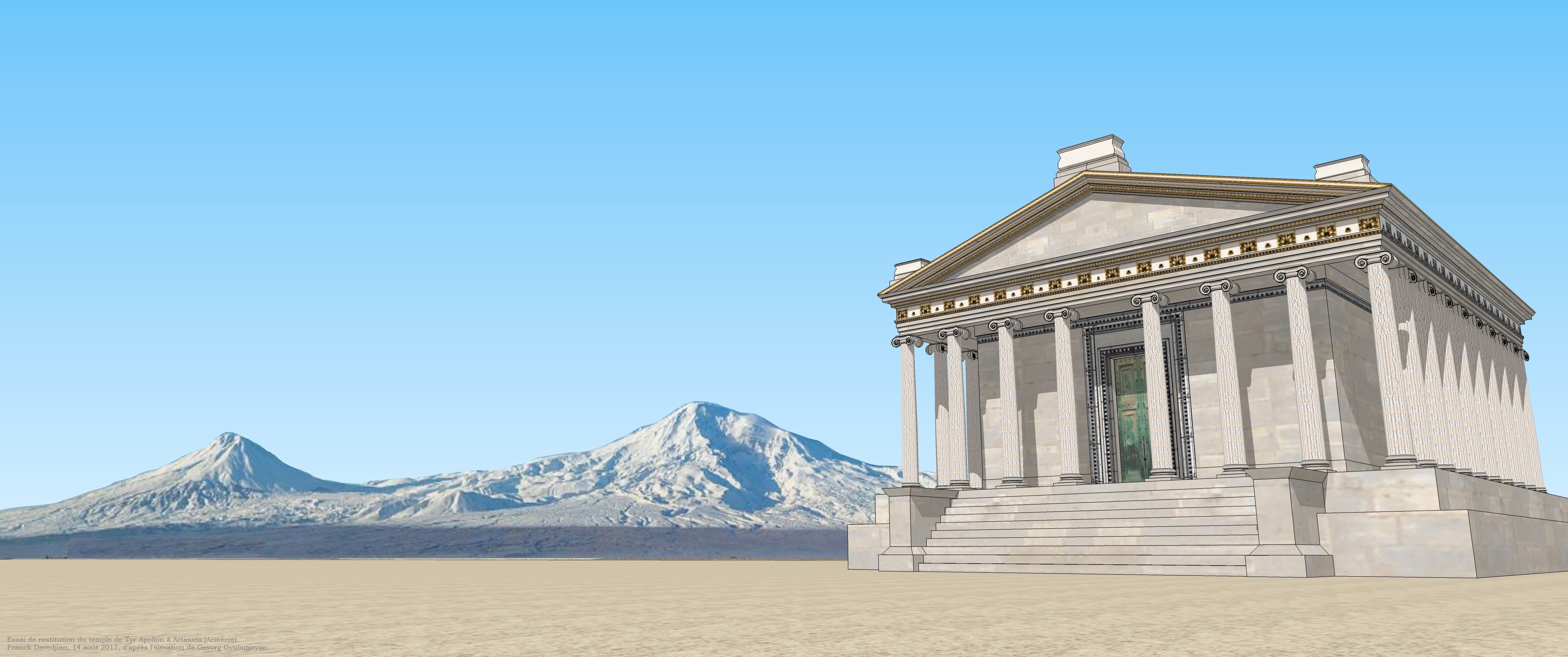
تلاش برای بازگرداندن معبد تیر آپولو به آرتاشات

آرتاشات (آرتاکساتا) (ارمنی: Արտաշատ) یک شهر بزرگ تجارتی که پایتخت تاریخی ارمنستان در دوران حکومت شاه آرتاشس اول بنیانگذار دودمان آرتاشسی ارمنستان بزرگ بود. 
آرتاشس اول این شهر در دامنه کوه آرارات بنا کرد.